# گمینا دومانگتسه
گمینا دومانگتسه (به لهستانی:  Gmina Domanice) یک گمینا در لهستان است که در شهرستان شدلتسه واقع شده‌است. گمینا دومانگتسه ۴۶٫۸۷ کیلومتر مربع مساحت و ۲٬۶۶۰ نفر جمعیت دارد.